# Tomomyza karooana
Tomomyza karooana är en tvåvingeart som beskrevs av Hesse 1956. Tomomyza karooana ingår i släktet Tomomyza och familjen svävflugor. Inga underarter finns listade i Catalogue of Life.